# Cibotium barometz
Cibotium barometz (укр. Циботіум баромец) — деревоподібна папороть роду циботіум (Cibotium).

## Будова
Папороть може досягати 1 метра висоти, проте в природі часто падає, продовжуючи рости у лежачому положені. Листя досягає 3 метрів довжини.

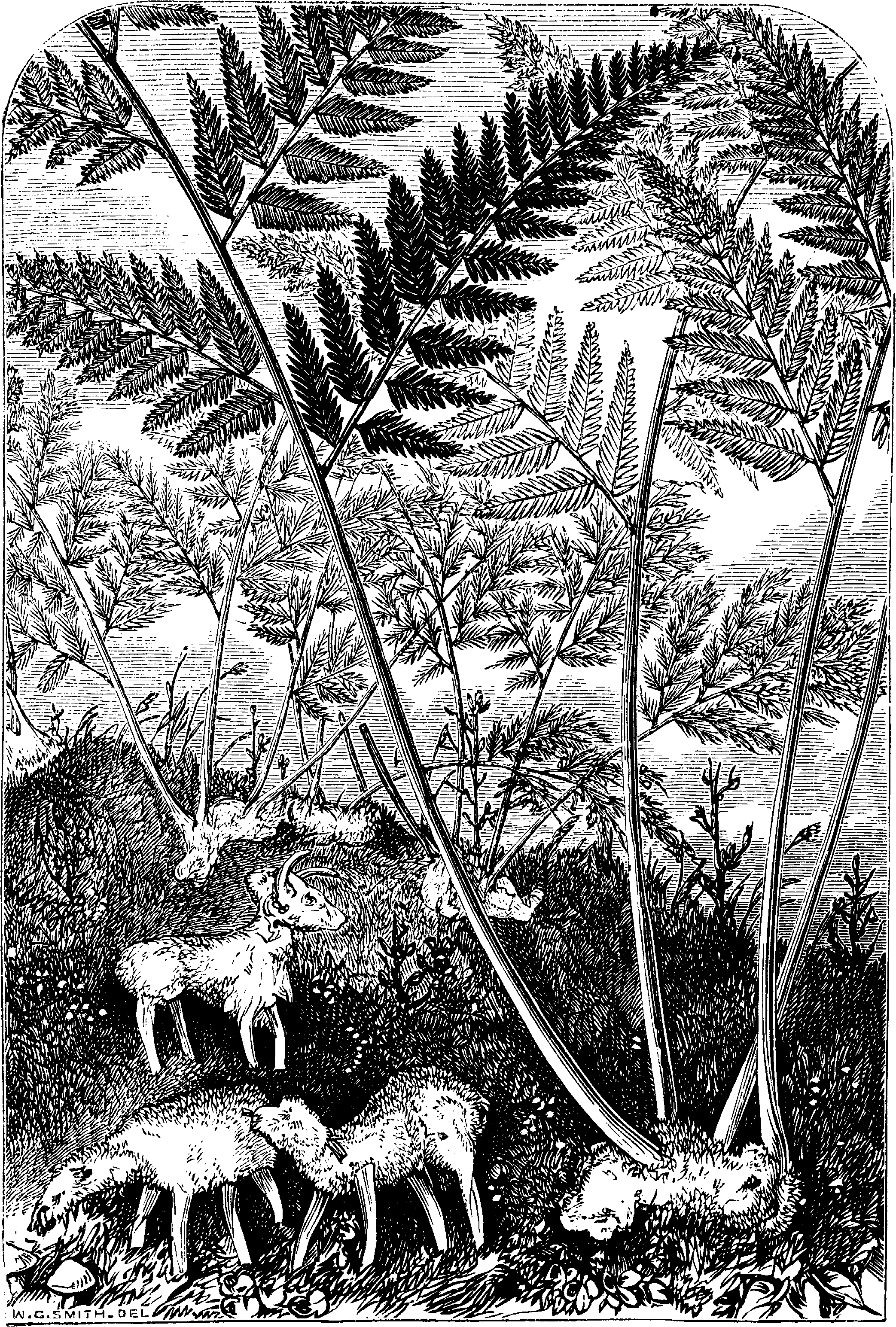
«Овочевий агнець Татарії» з Svenska Familj-Journalen Vol. 18, 1879.

## Поширення та середовище існування
Походить з Китаю та західної частини Малайського півострова. Є свідчення про Cibotium barometz у гірському національному парку Кхао Яй, в Таїланді.

## В культурі
Волохаті ризоми папороті ймовірно дали поштовх до створення міфу про «Овочевого агнеця Татарії» — рослини, плодами якої є вівці.